# Dolné Dubové
Dolné Dubové (allemand : Unterdubowan, hongrois : Alsódombó) est un village de Slovaquie situé dans la région de Trnava.

## Historique
Première mention écrite du village en 1262.

## Démographie

### Évolution de la population
| Année:               | 1994. | 2004.  | 2014.    | 2024.    |
| -------------------- | ----- | ------ | -------- | -------- |
| Nombre de personnes: | 640   | 592    | 670      | 765      |
| Différence:          |       | -7,5 % | +13,17 % | +14,17 % |

| Année:               | 2023. | 2024.   |
| -------------------- | ----- | ------- |
| Nombre de personnes: | 775   | 765     |
| Différence:          |       | -1,29 % |